# Astragalus djilgensis
Astragalus djilgensis es una especie de planta del género Astragalus, de la familia de las leguminosas, orden Fabales.

## Distribución
Astragalus djilgensis se distribuye por Tayikistán (Dushanbe) y Kirguistán.

## Taxonomía
Fue descrita científicamente por Franch.
Sinonimia
- Astragalus tranzschelii Boriss.
Astragalus akbaitalensis O. Fedtsch.